# 池上麗子
池上 麗子（いけがみ れいこ、1973年（昭和48年）9月27日 - ）は、日本の元女優、元モデル・グラビアアイドル、元歌手。東京都出身。血液型O型、身長154cm、46kg。スリーサイズ(B/W/H）は94/59/86（1993年6月時点）。所属していた事務所はエスパース、スプラッシュ → プランニングプラン。

## 来歴
中学、高校の同学年かつクラスメイトで、後に最初の所属事務所に入社していたマネージャーに「お喋り上手で、胸も大きいから売れそう」としてスカウトされたことがきっかけで、1993年（平成5年）1月にデビュー。池上本人も元々芸能界志向があったため、デビュー話はスムーズに進んだという。1993年を中心に、大きな乳を主体としたふくよかなグラマー美女アイドルとして活動した。グラビア誌『ACTORESS』1993年10月号に登場したのをきっかけに一気に人気を博す。「ポスト細川ふみえ」を嘱望されていたといわれ、本人もその細川が目標と話していたことがある。デビュー当初、バストは93cmでサイズはFカップだったが、デビューして間もない1993年5月頃にバストは94cmになり、アンダーとトップの差も29cmに広がったことでカップもFからIに変更となり、「細川ふみえを超えるIカップ」と紹介もされていた。しかし、デビューする前は「バストの話をされるのが嫌だった」ということで、そのような中、かとうれいこが登場した時は「本当に勇気づけられた」と話している。
「日本デカパイ美人グランプリ」の第1回で優勝した後には、芸名を「池上 れいこ」に変更した。その後も官能的なグラマーアイドルとしてふくよかな肢体により磨きをかけ、セミヌード写真集を出版するにまで至るなど人気もまずまずであったが、肉付きのよいボディを維持するのに困難をきたし、肥満体直前にまでいき、1990年代中には姿を消した。
趣味はインテリアコーディネイト、ショッピング、ドライブ、カラオケ。特技は書道（六段）。得意なスポーツはテニス、水泳、ゴルフ（当時公表していたプロフィールによる）。

## 主な出演作品

### 映画
- 極道記者 （1993年7月19日公開、大映　奥田瑛二主演）- タマエ 役[1][9]

### テレビ番組
- トゥナイト （テレビ朝日）[3]
- M10 （テレビ朝日）- この番組内で「M10プリティーズ」のメンバーとして出演[3]。

### オリジナルビデオ
- デカパイ Fカップポリス （1993年9月5日、MAXAM）[8]
- 教科書にないッ! （1996年）

### 写真集
- Soft Bomb（1993年5月15日、桜桃書房）[1][8]
- elfin（1994年）[2]
- メガロポリスドールズ（1995年）

### イメージビデオ
- Gカップ巨乳 ため息一発（1993年4月27日、エイヴイジャパン）[8]
- 本当はIカップなの（1993年）
- Iカップ大爆乳（1993年）